# گایانه مالومیان
گایانه مالومیان (ارمنی: Գայանե Մալումյան؛ انگلیسی: Gayane Malumyan؛ زادهٔ ۱۷ دسامبر ۱۹۵۷) تاریخ‌نگار ادبی و تدریس اهل ارمنستان است.

## زندگی‌نامه
وی در ۱۷ دسامبر ۱۹۵۷ در کیروواکان به دنیا آمد و از دانشگاه دولتی وانادزور (۱۹۷۸) و انستیتو ادبی (۱۹۸۱) فارغ‌التحصیل گشت. 

## یادداشت
1. ↑  բանասիրական գիտությունների թեկնածու